# Président à vie
Président à vie est un titre utilisé par certains chefs d'État qui accorde à un président élu un mandat à durée illimitée ou indéterminée. Le titre confère parfois au titulaire le droit de désigner ou de nommer un successeur. L'utilisation du titre de « président à vie » plutôt que d'un titre traditionnellement autocratique, tel que celui d'un monarque, implique la subversion de la démocratie libérale par le titulaire (bien que les républiques ne soient pas nécessairement démocratiques en soi). En effet, un président à vie peut parfois établir par la suite une monarchie autoproclamée, telle que Henri Christophe en Haïti. Ainsi, un président à vie est souvent synonyme de dictateur.

## Similitude avec la monarchie
Un président à vie peut être considéré comme un monarque de facto. Certains États par le passé, et encore au XXIe siècle (comme au Vatican), ont d’ailleurs été des monarchies électives, où le souverain est élu par une assemblée (généralement de nobles). Outre le titre, les politologues ont donc souvent du mal à différencier un État dirigé à vie par un président (en particulier un État qui hérite du travail d'une dictature familiale) et une monarchie. Dans son projet de gouvernement à la Convention constitutionnelle des États-Unis, Alexander Hamilton proposa que le chef de l'exécutif soit un gouverneur élu à vie pour bien se conduire, reconnaissant qu'un tel arrangement pourrait être considéré comme une monarchie élective. C'est pour cette raison même que la proposition a été rejetée par la Convention. Une différence notable entre un monarque et certains présidents dits à vie repose sur le fait que le successeur du président ne possède pas nécessairement un mandat à vie, comme au Turkménistan.

## Liste de présidents à vie par pays

### Allemagne
| N° | Titulaire | Titulaire                             | Titulaire     | Mandat      | Mandat        | Durée | Notes |
| -- | --------- | ------------------------------------- | ------------- | ----------- | ------------- | --- | --- |
| 1  |           | Photo en noir et blanc d'Adolf Hitler | Adolf Hitler  | 2 août 1934 | 30 avril 1945 | 10 ans, 8 mois et 28 jours | Hitler a été nommé chancelier d'Allemagne par le président Paul von Hindenburg en janvier 1933. Le 24 mars le Reichstag vote une loi d'habilitation au gouvernement lui donnant les pleins pouvoirs législatifs pour une durée de quatre ans renouvelables (elle sera renouvelée en 1937, 1939 et 1943). Le 1er août 1934, le gouvernement de Hitler adopte une loi prévoyant la fusion des fonctions de président du Reich et de chancelier dans la personne de Hitler ( prenant le titre de Fuhrer), cette loi étant censée entrer en application à la mort du président Hindenburg, or, ce dernier (déjà malade depuis plusieurs mois) décède le lendemain de la promulgation de cette loi le 2 août. Hitler désormais chef de l'état et du gouvernement décide cependant de soumettre cette loi au peuple allemand par plébiscite le 19 août, la loi est approuvée à 89,93 % des suffrages exprimés. Cette loi permet à Hitler d'exercer les prérogatives présidentielles, seules qui lui manquaient pour atteindre le pouvoir absolu dans l'Etat allemand après la loi d'habilitation, la loi sur l'unité du Parti et de l'État et la loi sur la centralisation de l'Etat. Après avoir mis fin de fait à la démocratie parlementaire en Allemagne (bien que la constitution de 1919 reste en vigueur de jure) la politique conduite est pangermaniste, antisémite et expansionniste menant à la deuxième guerre mondiale en 1939. |
| 2  |           | Karl Dönitz                           | 30 avril 1945 | 23 mai 1945 | 23 jours      | Désigné par Adolf Hitler pour lui succéder à la présidence du Troisième Reich, il nomme après le suicide de Joseph Goebbels (nommé chancelier par Hitler dans son testament également), le gouvernement de Flensburg dirigé par Schwerin von Krosigk. Il est arrêté le 23 mai 1945 par les alliés avec les derniers membres du gouvernement marquant la fin de Troisième Reich. Il sera jugé au tribunal de Nuremberg et condamné à 10 ans de prison. | |

### Angleterre
| N° | Titulaire | Titulaire        | Titulaire        | Mandat           | Mandat             | Durée | Notes |
| -- | --------- | ---------------- | ---------------- | ---------------- | ------------------ | --- | --- |
| 1  |           |                  | Oliver Cromwell  | 16 décembre 1653 | 3 septembre 1658   | 4 ans, 8 mois et 18 jours | Resté dans les mémoires pour avoir pris part à l'établissement d'un Commonwealth républicain d'Angleterre (ainsi qu'en Irlande et en Écosse), puis pour en être devenu le lord-protecteur. Il est également l'un des commandants de la New Model Army — ou « Nouvelle Armée idéale » —, vainqueur des royalistes lors de la Première révolution anglaise. Après la mise à mort du roi Charles Ier en 1649, il se hisse à un rôle de premier plan au sein de l'éphémère Commonwealth d'Angleterre, conquérant l'Irlande et l'Écosse, et règne en tant que lord-protecteur de 1653 jusqu'à sa mort, causée par la malaria, en 1658. |
| 2  |           | Richard Cromwell | 3 septembre 1658 | 25 mai 1659      | 8 mois et 22 jours | La veille de sa mort survenue le 3 septembre 1658, Oliver Cromwell désigne son fils comme son successeur. Richard Cromwell est proclamé lord-protecteur le 27 janvier 1659. Il renonce à sa fonction dès le 25 mai de la même année. Après cette abdication, le général Monck rappelle le Long Parlement, qui propose le trône d'Angleterre et d'Écosse à Charles Stuart, aboutissant ainsi à la Restauration anglaise. | |

### Argentine
| N° | Titulaire | Titulaire | Titulaire            | Mandat          | Mandat         | Durée                      | Notes |
| -- | --------- | --------- | -------------------- | --------------- | -------------- | -------------------------- | --- |
| 1  |           |           | Juan Manuel de Rosas | 8 décembre 1829 | 3 février 1852 | 22 ans, 1 mois et 26 jours | En 1829, après avoir battu le général Juan Lavalle, Juan Manuel de Rosas parvint à contrôler la province de Buenos Aires. Il soumet des tribus indigènes au sud du territoire, et parvient même jusqu'au détroit de Magellan. Pendant 22 ans, il exerce un pouvoir absolu et réussit à être le principal dirigeant de la Confédération argentine entre 1830 et 1850. |

### Bolivie
| N° | Titulaire | Titulaire             | Titulaire            | Mandat           | Mandat                     | Durée | Notes |
| -- | --------- | --------------------- | -------------------- | ---------------- | -------------------------- | --- | --- |
| 1  |           |                       | Simón Bolívar        | 12 août 1825     | 29 décembre 1825           | 4 mois et 17 jours | Le 6 août 1825, Antonio José de Sucre réunit le Congrès du Haut-Pérou qui donna naissance à la République de Bolivie, nommé ainsi en l'honneur de Bolívar. Celui-ci devint président de la Bolivie le 11 août 1825 et le resta jusqu'au 1er janvier 1826. La Constitution de 1826, bien qu'elle ne fut jamais utilisée, fut écrite par Bolívar lui-même. En 1826, Bolívar appela au Congrès de Panama, la première conférence réunissant les pays nouvellement indépendants d'Amérique du Sud et d'Amérique centrale. Ce congrès avait pour but la création d'une confédération de pays hispano-américains mais échoua en raison des rivalités personnelles et des divergences d'intérêts régionaux, ce qui mit fin au rêve de Bolívar d'un continent uni. |
| 2  |           | Antonio José de Sucre | 29 décembre 1825     | 18 avril 1828    | 2 ans, 3 mois et 20 jours  | En décembre 1825, le maréchal Antonio José de Sucre est élu président à vie du pays, succédant à Simón Bolívar. Il quitte le pouvoir en 1828 pour se présenter à l'élection présidentielle de Colombie. Il est élu mais meurt assassiné à Berruecos, en Colombie, peu de temps après. | |
| 3  |           |                       | Andrés de Santa Cruz | 24 mai 1829      | 25 août 1839               | 10 ans, 3 mois et 1 jour | En janvier 1827, Andrés de Santa Cruz devient président du Pérou. Il démissionne le 9 juin pour passer au Chili où il devint ministre plénipotentiaire de Bolivie. Arrivée à La Paz, il prend le pouvoir et se fait proclamer président à vie de la Bolivie en 1829, pays qu'il dirigera pendant près de 10 ans. Début des années 1830 il fut appelé par le président péruvien Orbegoso, pour remettre de l'ordre dans le pays, ce pourquoi il entreprit une campagne militaire. À l'issue de cette campagne, il prend les pleins pouvoirs au Pérou et instaure la Confédération péruvio-bolivienne. Il est renversé en 1839 après l'effondrement de la Confédération.                                                                                     |
| 4  |           |                       | Manuel Isidoro Belzu | 6 décembre 1848  | 15 août 1855               | 6 ans, 8 mois et 9 jours | Au pouvoir depuis 1848, il accède à la présidence à vie et instaure un régime autoritaire et contrôle le pays grâce à l'armée. En 1855, il quitte le pouvoir en faveur de son gendre et successeur désigné, Jorge Córdova. Après la chute et l'assassinat de celui-ci le 23 octobre 1861, il tente de reprendre le pouvoir mais est assassiné par le général Mariano Melgarejo en 1865. |
| 5  |           | Jorge Córdova         | 15 août 1855         | 9 septembre 1857 | 2 ans et 25 jours          | Gendre et fidèle disciple du général Belzu, il fut le successeur désigné de ce dernier avant de devenir à son tour président à vie après le départ de son beau-père. D'abord réformateur, il poursuit cependant la politique autoritaire de son prédécesseur, ce qui déclenche de nouvelles révoltes dans le pays. Lorsque la guerre civile fait rage, il prend la tête de l'armée gouvernementale et combat les rebelles. Mais il est vaincu lorsque la capitale tombe entre les mains des rebelles en 1857. Emprisonné, il est assassiné par ces derniers en 1861. | |
| 6  |           |                       | Mariano Melgarejo    | 28 décembre 1864 | 15 janvier 1871            | 6 ans et 18 jours | En décembre 1864, Melgarejo se retourne contre le président José María de Achá et vainc ses forces ainsi que celles de l'ancien président Belzu, qui tente également de reprendre le pouvoir. Il parvient à prendre le pouvoir, à éliminer Belzu et se proclame président à vie de Bolivie. Dès son arrivée au pouvoir, il écrase l'opposition et s'attaque aux droits traditionnels des indigènes, les chassant de leurs terres. Il est l'archétype même du dictateur, qui ne gouverne que par la terreur, la force de sa personnalité et son machisme. Le comportement de Melgarejo galvanise l'opposition, et l'oblige à s'unir pour le renverser le 15 janvier 1871. Il est assassiné quelques mois après sa chute.                                    |
| 7  |           |                       | Germán Busch         | 13 juillet 1937  | 23 août 1939               | 2 ans, 1 mois et 10 jours | Héros de la guerre du Chaco, Busch est le responsable du coup d'État contre le président José Luis Tejada en 1936. Il favorise l'installation d'un président de jure en la personne de David Toro, alors que Busch dirige de facto le pays. En juillet 1937, il écarte Toro et assume lui-même la présidence en s'attribuant les pleins pouvoirs. En avril 1939, dans l'incapacité de gouverner du fait de l'obstruction de l’Assemblée nationale, il se déclara dictateur. Il meurt le 23 août 1939, dans des circonstances étranges. Il se serait suicidé en se tirant lui-même une balle dans la tête, bien que beaucoup soupçonnèrent un assassinat de la part de ses opposants.                                                                       |
| 8  |           | Gualberto Villarroel  | 20 décembre 1943     | 21 juillet 1946  | 2 ans, 7 mois et 1 jour    | Villarroel mène un coup d'État contre le président Enrique Peñaranda et devient donc président de facto du pays, à la suite d'une alliance entre son parti politico-militaire nationaliste, la Razón de Patria, et le Mouvement nationaliste révolutionnaire (MNR). Il accède à la présidence le 20 décembre 1943, à l'âge de 35 ans, faisant de lui l'un des plus jeunes titulaires de la fonction de président de la Bolivie. Proche du fascisme, il est contesté, autant des groupes socialistes que conservateurs, et perd violemment le pouvoir et la vie le 21 juillet 1946, au cours d’un soulèvement populaire encouragé par les États-Unis. | |
| 9  |           | Hugo Banzer Suárez    | 22 août 1971         | 21 juillet 1978  | 6 ans, 10 mois et 29 jours | Suárez dirige un coup d'État le 19 août 1971 avec l'aide du régime militaire brésilien et des États-Unis. Il occupe alors le poste de « président de facto » et instaure une dictature militaire. Il interdit les partis politiques (y compris ceux de ses alliés) et reçoit l'appui des États-Unis en raison de son anticommunisme. Dictateur durant sept ans, il est responsable de très nombreuses atteintes aux droits de l'homme, laisse une des plus importantes dettes extérieures de la Bolivie et son gouvernement devient l'un des plus corrompus de l'histoire du pays. Il est renversé en 1978. Après sa chute, il est cependant candidat à plusieurs reprises aux élections présidentielles suivantes et est finalement élu président constitutionnel le 6 août 1997. Après des manifestations, il démissionne le 7 août 2001. | |

### Brésil
| N° | Titulaire | Titulaire                          | Titulaire       | Mandat           | Mandat                    | Durée | Notes |
| -- | --------- | ---------------------------------- | --------------- | ---------------- | ------------------------- | --- | --- |
| 1  |           |                                    | Getúlio Vargas  | 10 novembre 1937 | 29 octobre 1945           | 7 ans, 11 mois et 19 jours | Chef de la révolution de 1930, il mène le coup d'État qui renverse le président Washington Luís et met fin à la Vieille République. Proclamé président de la République le 3 novembre 1930, Vargas instaure un régime de plus en plus autoritaire. Après le soulèvement communiste de 1935, il met en place un État fasciste : l'Estado Novo (« État nouveau »), et s'attribue les pleins pouvoirs à vie. Son régime fut appuyé par la bourgeoisie conservatrice, quelques secteurs des classes moyennes et par de nombreux ouvriers, sensibilisés par l'image de Vargas comme « Père des pauvres ». Si la classe ouvrière bénéficia des réformes sociales mises en œuvre, tel ne fut pas le cas des nombreux domestiques et ouvriers ruraux . Le régime prit fin le 29 octobre 1945 avec la destitution de Vargas par les militaires et l'organisation d'élections. Quelques années plus-tard, sous le nouveau régime républicain, il est élu président de la République au suffrage universel direct en 1951. De plus en plus contesté par les conservateurs qui l'accusent de vouloir rétablir la dictature, il se suicide en 1954 en se tirant une balle dans le cœur au palais de Catete. |
| 2  |           | Humberto de Alencar Castelo Branco | 15 avril 1964   | 18 juillet 1967  | 3 ans, 3 mois et 3 jours  | Le maréchal Castelo, Chef d'État-Major de l'Armée de Terre du Brésil, effectue le putsch militaire et civil qui chasse du pouvoir le président João Goulart en avril 1964. Élu président du pays par le Congrès, il mit immédiatement en route des réformes économiques et politiques. Par décret, il abolit tous les partis politiques, se succédant à lui-même à la tête de l'État comme président à vie et força le Congrès à voter une loi qui lui permettait de choisir son futur successeur, donnant ainsi naissance au régime militaire, qui perdura jusqu'en 1985. Castelo fit aussi adopter une nouvelle Constitution avant de choisir son dauphin, le ministre de la Guerre de l'époque, Arthur da Costa e Silva, pour lui succéder, le 15 mars 1967. Malgré cette désignation, il conserve la réalité du pouvoir en tant que leader de la dictature militaire jusqu'à sa mort. Il meurt le 18 juillet 1967 dans un accident d'avion près de Fortaleza. | |
| 3  |           | Arthur da Costa e Silva            | 18 juillet 1967 | 14 octobre 1969  | 2 ans, 2 mois et 26 jours | Successeur désigné du maréchal Castelo, le maréchal Costa Silva obtient officiellement le pouvoir suprême après le décès accidentel de Castelo en juillet 1967. Confirmé comme son successeur constitutionnel, il maintient le régime militaire avec les « actes institutionnels », dont les premiers sont rédigés par Francisco Campos, l'ex-conseiller juridique du dictateur Vargas, et qui imposent progressivement le caractère dictatorial du régime. L'Acte institutionnel no 5 du 13 décembre 1968, promulgué par Costa Silva, dissout le Congrès, donne au président des pouvoirs dictatoriaux, suspend la Constitution, impose la censure et abroge la plupart des libertés individuelles. Un code de procédure pénale militaire autorise l'armée et la police à arrêter, puis à emprisonner, hors de tout contrôle judiciaire, tout « suspect ». Les anciens présidents Juscelino Kubitschek (1956-1961), Jânio da Silva Quadros (janvier-septembre 1961) et João Goulart (1961-1964) sont privés de leurs droits civiques et exclus de la vie politique. Malade et souffrant de problèmes cardiaques, Costa Silva cède le pouvoir le 14 octobre 1969 et meurt deux mois plus-tard, le 17 décembre. Le général Emílio Garrastazu Médici remplace Costa e Silva et intensifie la « guerre sale » contre la population civile. La dictature perdure ainsi jusqu'en 1985 mais sans président à vie. | |

### Centrafrique
| N° | Titulaire | Titulaire      | Titulaire          | Mandat          | Mandat                   | Durée | Notes |
| -- | --------- | -------------- | ------------------ | --------------- | ------------------------ | --- | --- |
| 1  |           |                | Jean-Bedel Bokassa | 2 mars 1972     | 4 décembre 1976          | 4 ans, 9 mois et 2 jours | Au pouvoir, le général Jean Bedel Bokassa renforce son emprise dictatoriale, s'autoproclame président à vie le 2 mars 1972 puis se promeut maréchal le 19 mai 1974. Le 2 janvier 1975, il forme un nouveau gouvernement, crée le poste de Premier ministre et nomme Élisabeth Domitien, qui fut la première femme à occuper ce poste en Afrique. Bokassa eut de l'admiration pour Napoléon Bonaparte et voulut dès lors imiter le consul qui se sacra empereur. Les références à Napoléon durant le sacre furent nombreuses, tel l'aigle impérial, la date (le 4 décembre 1977, à deux jours près de la date anniversaire du sacre napoléonien le 2 décembre 1804) ou le dispositif inspiré de la fresque de David. Il est définitivement chassé du pouvoir en 1979 et remplacé par le président David Dacko. |
| 2  |           | André Kolingba | 21 novembre 1986   | 22 octobre 1993 | 6 ans, 11 mois et 1 jour | Alors général, Kolingba démet le président Dacko de ses fonctions le 1er septembre 1981 et suspend la Constitution. Kolingba dirige alors le Comité militaire de redressement national qui détient tous les pouvoirs jusqu'à sa dissolution en septembre 1985. Il cherche à se démarquer de son prédécesseur Bokassa et à redorer le blason de son pays, mais instaure de fait une dictature militaire. Le 21 novembre 1986, un référendum permet tout à la fois l'adoption d'une nouvelle Constitution et la désignation de Kolingba comme président à vie. En 1991, à la suite d'une série de grèves et de manifestations, il consent au multipartisme qu'il avait interdit. En 1993, il est contraint de renoncer au pouvoir à vie et perd l'élection présidentielle suivante. | |

### Chine
| N° | Titulaire | Titulaire | Titulaire  | Mandat           | Mandat           | Durée                      | Notes |
| -- | --------- | --------- | ---------- | ---------------- | ---------------- | -------------------------- | --- |
| 1  |           |           | Mao Zedong | 1er octobre 1949 | 9 septembre 1976 | 26 ans, 11 mois et 8 jours | Fondateur de la république populaire de Chine, Mao Zedong est son principal dirigeant de 1949 à sa mort. Il impose à la population le collectivisme communiste et la dictature du parti unique, en suivant de très près le modèle soviétique dans un premier temps. Il est à l’origine du lancement de la « réforme agraire chinoise », de la « campagne pour réprimer les contre-révolutionnaires », de la « campagnes des trois anti et des cinq anti », du « mouvement Sufan » et de la « campagne anti-droitiste ». Ces campagnes ont provoqué la mort de millions de Chinois. En 1975, Mao laisse son Premier ministre Zhou Enlai décréter un nouveau programme de réformes, les « Quatre Modernisations ». Celui que l’on surnomme « le Grand Timonier » meurt en 1976 sans avoir désigné de successeur. Sous la direction de Deng Xiaoping, la Chine réhabilite peu après un certain nombre de ses victimes (Boluan Fanzheng), tout en continuant l’ouverture à une certaine forme d’économie de marché. |

Xi Jinping (président de la république populaire de Chine depuis 2013) est aussi parfois présenté comme potentiel président à vie en raison de l'abolition de la limite de mandat présidentiel et sa pratique personnelle du pouvoir (inscrivant notamment sa pensée dans la charte du parti communiste chinois au côté de celle de Mao et des théories de Deng Xiaoping). Néanmoins, le mandat présidentiel chinois reste limité à une durée de 5 ans, son maintien au pouvoir restant conditionné donc à une réélection.

### Ciskei
| N° | Titulaire | Titulaire | Titulaire   | Mandat          | Mandat      | Durée           | Notes |
| -- | --------- | --------- | ----------- | --------------- | ----------- | --------------- | --- |
| 1  |           |           | Lennox Sebe | 4 décembre 1981 | 4 mars 1990 | 8 ans et 3 mois | Lennox Sebe établit un régime despotique, devenant en 1983 « président à vie » ; son frère Charles est le chef de son service de renseignement, mais se retourne contre lui et tente un coup d'état cette année-là. Charles enlèvera en 1987 Kwame Sebe, fils de Lennox. Alors que Lennox Sebe est en voyage à Hong Kong, son gouvernement est renversé en 1990 par le général Oupa Gqozo, qui instaure une dictature militaire. |

### Corée du Nord
| N° | Titulaire | Titulaire   | Titulaire        | Mandat           | Mandat                    | Durée | Notes |
| -- | --------- | ----------- | ---------------- | ---------------- | ------------------------- | --- | --- |
| 1  |           |             | Kim Il-sung      | 9 septembre 1948 | 8 juillet 1994            | 45 ans, 9 mois et 29 jours | Kim Il-sung occupa les postes de premier ministre de 1948 à 1972 et de président de la République à partir de 1972, tout en dirigeant sans interruption jusqu'à sa mort le Parti du travail de Corée. Il était couramment désigné du titre de Grand Leader (위대한 수령, widaehan suryŏng). Il fut surnommé le « Président éternel » ou « professeur de l'humanité tout entière ». Son fils Kim Jong-il lui succéda à la tête du parti et du régime. Son petit-fils, Kim Jong-un, est l'actuel dirigeant de la Corée du Nord ce qui, sur trois générations, fait de la famille Kim la première dynastie communiste de l'histoire. |
| 2  |           | Kim Jong-il | 8 juillet 1994   | 17 décembre 2011 | 17 ans, 5 mois et 9 jours | Kim Jong-il succède à son père, Kim Il-sung, qui a dirigé le pays entre 1948 et 1994. Appelé le « Cher dirigeant » (친애하는 지도자, chinaehaneun jidoja ; également traduit par « Dirigeant bien-aimé »), il occupe alors les fonctions de président du Comité de la défense nationale et de secrétaire général du Parti du travail de Corée. En 2010, il est listé à la 31e place des personnalités les plus puissantes au monde par le magazine Forbes. | |
| 3  |           | Kim Jong-un | 17 décembre 2011 | en cours         | 13 ans, 6 mois et 7 jours | Kim Jong-il meurt le 17 décembre 2011. Son plus jeune fils Kim Jong-un lui succède au pouvoir, maintenant la lignée du mont Paektu à la tête de la Corée du Nord. Il est proclamé « commandant suprême » de l'Armée populaire de Corée et prend ses fonctions de président du Parti du travail de Corée. En 2012, il est nommé président du Comité de la défense nationale.                                                                                | |

### République dominicaine
| N° | Titulaire | Titulaire       | Titulaire       | Mandat           | Mandat             | Durée | Notes |
| -- | --------- | --------------- | --------------- | ---------------- | ------------------ | --- | --- |
| 1  |           |                 | Rafael Trujillo | 16 août 1930     | 30 mai 1961        | 30 ans, 9 mois et 14 jours | Militaire et membre de la Garde nationale, Trujillo renverse en 1930 le président Horacio Vásquez par un coup d'État et se propulse au pouvoir. Dans les faits, de 1930 à sa mort en 1961, il exerce un pouvoir sans partage sur le pays. Après avoir imposé le Parti dominicain comme parti unique dans le pays, son anticommunisme et son conservatisme lui permettent de disposer du soutien des États-Unis, de l’Église, de l'armée et des classes aisées. Exaltant le nationalisme dominicain et la xénophobie envers les Haïtiens, son régime fait massacrer en octobre 1937 plusieurs milliers d'immigrants haïtiens. Il instaure autour de sa personne un culte de la personnalité, se fait officiellement appeler « Son Excellence le généralissime docteur Rafael Leonidas Trujillo Molina, Honorable Président de la République, Bienfaiteur de la Patrie et Reconstructeur de l'Indépendance Financière », fait construire des milliers de statues à son effigie, rebaptise la capitale du pays Ciudad Trujillo et organise une grande fête nationale pour célébrer les 25 ans de son règne en 1955. Il est assassiné par des militaires dominicains le 30 mai 1961 lors d'un déplacement automobile. |
| 2  |           | Ramfis Trujillo | 30 mai 1961     | 18 novembre 1961 | 5 mois et 19 jours | Le 30 mai 1961, son père est assassiné par des militaires rebelles à la dictature, soutenus par le gouvernement américain. En déplacement alors en France, Ramfis revient le 31 mai et dirige la répression, mais autorise également l'Organisation des États américains à envoyer des observateurs dans le pays. Il s'empare du pouvoir et maintient le régime de son père tout en ouvrant la voie vers une démocratisation du pays. À la tête des forces armées, il est cependant renversé et contraint à l'exil. La République dominicaine demande son extradition, par la voix de Rafael Filiberto Bonnelly (en), président à partir de janvier 1962. Charles de Gaulle finit par l'accorder en 1965, mais le couple rejoint l'Espagne, où Ramfis retrouve également sa mère et sa sœur. Il meurt le 17 décembre 1969, après un accident de voiture. | |

### Espagne
| N° | Titulaire | Titulaire | Titulaire        | Mandat           | Mandat           | Durée                      | Notes |
| -- | --------- | --------- | ---------------- | ---------------- | ---------------- | -------------------------- | --- |
| 1  |           |           | Francisco Franco | 1er octobre 1936 | 20 novembre 1975 | 39 ans, 1 mois et 19 jours | À partir de 1939, celui qu'on appelle le Caudillo ou le généralissime , instaure une dictature militaire et autoritaire, corporatiste mais sans doctrine claire, si ce n’est un ordre moral et catholique, marqué par l’hostilité au communisme et aux « forces judéo-maçonniques », et soutenu par l'Église catholique, à la tête de ce régime sous le titre simple de Chef de l'Etat il y est d'abord pour une durée indéterminée. Bien que d'abord soutenu par les régimes fascistes et nazis, Franco louvoie durant la Seconde Guerre mondiale, maintenant la neutralité officielle de l’Espagne, tout en soutenant les puissances de l'Axe en leur envoyant notamment la division Azul pour combattre sur le front de l'Est. En 1947, la loi sur la succession du chef de l'Etat rétablie officiellement la monarchie mais en maintenant Franco Chef de l'Etat et ce à vie, cette loi lui confère en outre le pouvoir de nommer son successeur qui portera le titre de roi ou de régent (selon la volonté de Franco). Franco se définira désormais lui même comme un "régent" bien qu'il n'en portera jamais officiellement le titre. En 1969, Franco désigna officiellement Juan Carlos comme son successeur qui deviendra roi d'Espagne. Les dernières années du pouvoir Franquiste sont notamment marquées par l’irruption de nouvelles revendications (ouvrières, étudiantes, régionalistes notamment basques et catalanes), des attentats (qui coûtent la vie au premier ministre Carrero Blanco) et par la répression contre les opposants. Franco meurt le 20 novembre 1975, après une longue agonie ponctuée par de multiples hospitalisations et opérations à répétition. Son successeur le roi Juan Carlos 1er entamera rapidement une transition démocratique aboutissant sur la promulgation d'une nouvelle constitution en 1978. |

### Équateur
| N° | Titulaire | Titulaire             | Titulaire    | Mandat           | Mandat                      | Durée | Notes |
| -- | --------- | --------------------- | ------------ | ---------------- | --------------------------- | --- | --- |
| 1  |           |                       | Diego Noboa  | 8 décembre 1850  | 24 juillet 1851             | 7 mois et 16 jours | Le 8 décembre 1850, dans un contexte de guerre avec la Colombie, le président Noboa prend les pleins pouvoirs et se fait élire « chef suprême de la République » par décret. L'autoritarisme du gouvernement est à son apogée. Le général Urbina, ancien proche de Noboa, prend conscience de la dérive dictatoriale de la présidence. Il s'éloigne de plus en plus de Noboa et quitte même son poste de chef de la garnison de Guayaquil. Sous le prétexte que Noboa avait mis en danger l'intégrité National, Urbina demanda au général Francisco Robles García, nouveau chef de la garnison de Guayaquil, d'arrêter Noboa et de le transférer immédiatement sur un navire ancré dans le port. Noboa est emprisonné dans le même bateau que celui dans lequel il s'était rendu à Guayaquil. Le 17 juillet, il est transféré au Pérou. Le 19 juillet 1851, Urbina est proclamé président de la République. Noboa reste au Pérou jusqu'en 1855 , année de son retour dans son pays. |
| 2  |           | Gabriel García Moreno | 10 août 1859 | 6 août 1875      | 15 ans, 11 mois et 27 jours | Conservateur, Moreno prit les pleins pouvoirs en 1859 et renversa le dernier gouvernement républicain au profit d'un régime autoritaire. Dirigeant l'Équateur de 1859 jusqu'à sa mort avec un pouvoir quasi absolu, il réprime les révoltes et réunifie le pays durant la guerre civile qui oppose ses partisans face aux républicains. Il instaure un régime autocratique, et participe à donner une image internationale à l'Équateur. Autoritaire, il réprime la révolte et met fin à la guerre contre les républicains en 1860, avec la réunification du pays. Fervent catholique, il consacra son pays au Sacré-Cœur en 1873 et fut assassiné en 1875. | |
| 3  |           | Eloy Alfaro           | 5 juin 1895  | 22 décembre 1911 | 16 ans, 6 mois et 17 jours  | Rappelé pour prendre la tête d'un nouveau mouvement révolutionnaire qui éclate le 5 juin 1895 à Guayaquil, Alfaro est proclamé "Chef suprême de la République". Cette date marque le début de la Révolution libérale. Après une bataille décisive à Gatazo, près de la ville d'Ambato, Alfaro entre victorieusement à Quito le 24 septembre 1895, mais y est accueilli froidement. La guerre se termine avec la conquête du sud et du nord du pays, et Alfaro convoque une Assemblée constituante en 1896. Les deux priorités du nouveau gouvernement sont l'instauration d'un État laïc (exemplifié par fondation du Instituto Nacional Mejía en 1897) et la consolidation de l'État national par la construction du chemin de fer de Quito à Guayaquil. Alfaro et ses partisans sont transférés de Guayaquil à Quito, par le chemin de fer, et laissés le 28 janvier 1912 aux mains d'une foule déchaînée par la propagande haineuse de ses adversaires. Ils sont lynchés, puis trainés au travers de la ville jusqu'à El Ejido, dans les faubourgs, où ils sont incinérés. | |

### France
| N° | Titulaire | Titulaire       | Titulaire          | Mandat       | Mandat                   | Durée | Notes |
| -- | --------- | --------------- | ------------------ | ------------ | ------------------------ | --- | --- |
| 1  |           |                 | Napoléon Bonaparte | 2 août 1802  | 18 mai 1804              | 1 an, 9 mois et 16 jours | Les actions de Jules César sont copiées par Napoléon Bonaparte, nommé « Premier consul à vie » en 1802, avant de s'élever au rang d'empereur des Français deux ans plus tard. En plus, il obtient un droit de regard sur son successeur. C’est une première étape vers un régime au sein duquel le chef d’État peut se reproduire. Ce plébiscite est accepté par le peuple, puis par sénatus-consulte. La Constitution de l’an X modifie la composition du Tribunat en réduisant ses membres de cent à cinquante. Cela abaisse encore un peu plus les assemblées et le pouvoir du Sénat s’accroît sur le plan législatif. Dès février 1800, Napoléon s’est installé aux Tuileries et y a progressivement installé une cour qui ne cesse de se développer, surtout après 1802. Après le concordat, Napoléon réinstalle une chapelle aux Tuileries et assiste à la messe tous les dimanches. Depuis 1802, il renforce encore plus cette identification avec les rois d’Ancien Régime. Il voyage dans les provinces, ce qui rappelle le cérémoniel des visites royales d’Ancien Régime. On remarque chez Bonaparte la volonté d'affirmer l’État dans un pays qui depuis dix ans souffre d'un déficit d'images de ses dirigeants. Le consulat à vie s'achève le 18 mai 1804 par la proclamation de l’Empire. Depuis lors, de nombreux dictateurs ont adopté des titres similaires, soit de leur propre chef, soit par le biais de législatures. |
| 2  |           | Philippe Pétain | 11 juillet 1940    | 20 août 1944 | 4 ans, 1 mois et 9 jours | Les Allemands, qui occupent d’abord le Nord et l’Ouest du territoire national et, à partir du 11 novembre 1942, avec les Italiens, la métropole tout entière, laissent l’administration française sous l’autorité d’un gouvernement français installé à Vichy, et dirigé par le maréchal Philippe Pétain. Nommé le 17 juin 1940, en pleine débâcle, président du Conseil par le président Albert Lebrun, Pétain se substitue en juillet 1940 au président de la République, qui, bien que n'ayant pas démissionné de son mandat, se retire de la fonction, Pétain étant nommé « chef de l’État français »par la loi du 10 juillet 1940 adoptée par l'assemblée nationale (réunion des deux chambres parlementaires) cette loi conférant à son gouvernement les pleins pouvoirs constituants. Il met en œuvre une politique de collaboration avec l'occupant allemand notamment en instaurant des lois antisémites. Un projet de constitution sera élaboré au début de l'année 1944 mais ne sera pas adopté en raison de la fin du régime de facto dès le mois d'août, cette Constitution prévoyait le rétablissement de la fonction de président de la république élu pour une durée de 10 ans. Ce régime et la fonction de Pétain est cependant considérée comme nulle par la république française en raison de l'illégalité de sa nomination au poste de président du conseil. | |

### Ghana
| N° | Titulaire | Titulaire | Titulaire     | Mandat          | Mandat          | Durée             | Notes |
| -- | --------- | --------- | ------------- | --------------- | --------------- | ----------------- | --- |
| 1  |           |           | Kwame Nkrumah | 31 janvier 1964 | 24 février 1966 | 2 ans et 24 jours | Au pouvoir, le président de la République Kwame Nkrumah arrête tous les parlementaires de l’opposition, la presse est censurée, l’indépendance du pouvoir judiciaire est restreinte et les adversaires du régime l'accusent de favoriser un culte de la personnalité (il se fait surnommer Osagyefo – le « Rédempteur » – par ses partisans). Il tente aussi de supprimer l'influence des origines tribales comme facteur de discrimination. Le CPP devient en 1964 un parti unique « ouvert à tous les Ghanéens de toutes classes sociales et de toutes idéologies », conformément à la vision de Nkrumah (qui se fait proclamer président à vie) de négation d’intérêts divergents au sein d'une même société. Il estime en effet que l'Afrique précoloniale était organisée selon un mode de vie « communaliste » et que la disparition du colonialisme permettra au continent d'évoluer naturellement vers une société égalitaire, sans que la lutte des classes n'intervienne. |

### Guatemala
| N° | Titulaire | Titulaire                   | Titulaire            | Mandat          | Mandat                    | Durée | Notes |
| -- | --------- | --------------------------- | -------------------- | --------------- | ------------------------- | --- | --- |
| 1  |           |                             | Rafael Carrera       | 6 novembre 1851 | 14 avril 1865             | 13 ans, 5 mois et 8 jours | Rafael Carrera est élu président de son pays en 1844. Il gouverne de façon dictatoriale, s'appuyant sur les grands propriétaires terriens, les conservateurs et le clergé. Il se fait proclamer président à vie en 1854, conservant le pouvoir jusqu'à sa mort, survenue en 1865.                                                            |
| 2  |           |                             | Justo Rufino Barrios | 4 juin 1873     | 2 avril 1885              | 11 ans, 9 mois et 29 jours | Président du Guatemala du 4 juin 1873 à sa mort, Barrios instaure un style de gouvernement très personnel qui conduit à l'apparition d'une dictature libérale. La liberté d'expression est fortement restreinte. Nombre d'intellectuels progressistes qui le soutenaient au départ, comme José Martí, prennent leurs distances ou s'exilent. |
| 3  |           | Manuel José Estrada Cabrera | 8 février 1898       | 15 avril 1920   | 22 ans, 2 mois et 7 jours | Manuel Estrada s'empara du pouvoir par la force après l'assassinat du président José María Reina. Le cabinet gouvernemental s'était assemblé en urgence pour désigner un successeur au président défunt mais avait refusé d'inviter Estrada à cette réunion. Offensé, Cabrera fit irruption, "arme au poing" et s'imposa de lui-même comme nouveau chef du pays. Il conserva le pouvoir pendant vingt-deux ans jusqu'à sa déposition par des révolutionnaires. | |

### Guinée-Équatoriale
| N° | Titulaire | Titulaire | Titulaire               | Mandat          | Mandat      | Durée             | Notes |
| -- | --------- | --------- | ----------------------- | --------------- | ----------- | ----------------- | --- |
| 1  |           |           | Francisco Macías Nguema | 14 juillet 1972 | 3 août 1979 | 7 ans et 20 jours | Le 14 juillet 1972, Francisco Macías Nguema se proclame président à vie, chef du gouvernement, ministre de la Défense, des Affaires étrangères, de la Justice et des Finances. Les onze ans de dictature de Macías Nguema sont souvent comparés à la présidence d'Idi Amin Dada en Ouganda, ou à celle de Jean-Bedel Bokassa en Centrafrique. La mémoire de cette période de violence et de souffrance pour la majorité du peuple équatoguinéen est encore vive aujourd'hui. Durant sa présidence, un tiers de la population meurt ou choisit l'exil (Cameroun, Gabon, Espagne et France). |

### Haïti
| N° | Titulaire | Titulaire              | Titulaire               | Mandat           | Mandat                      | Durée | Notes |
| -- | --------- | ---------------------- | ----------------------- | ---------------- | --------------------------- | --- | --- |
| 1  |           |                        | Jean-Jacques Dessalines | 1er janvier 1804 | 2 septembre 1804            | 8 mois et 1 jour | La présidence à vie se rencontre en particulier en Haïti au XIXe siècle avec d'abord le général Jean-Jacques Dessalines. Ce dernier proclame l'indépendance d'Haïti en 1804 et s'auto-proclame par la suite « gouverneur-général à vie ». Au pouvoir, il ordonne le massacre des colons français, entraînant, entre février et avril 1804, la mort de trois à cinq mille personnes y compris les femmes et les enfants. Malgré l'épuration ethnique de 1804, quelques déserteurs survivants polonais ont fait souche dans l'île, par exemple à Casale, l'article 13 de la Constitution, promulguée par Dessalines, leur ayant octroyé la nationalité haïtienne. En septembre, sur le modèle napoléonien, il est proclamé empereur d'Haïti par les généraux de l'Armée sous le nom de Jacques Ier.                                                                                  |
| 2  |           |                        | Henri Christophe        | 17 février 1807  | 28 mars 1811                | 4 ans, 1 mois et 11 jours | Après l'assassinat de Dessalines en 1806, le général Henri Christophe se retira dans la Plaine-du-Nord et créa un gouvernement séparé de celui du général Alexandre Pétion, installé dans le Sud. Auto-proclamé président de la République, il devient le 17 février 1807, président à vie et généralissime des forces de terre et de mer de l'État d'Haïti du Nord. De son côté, Pétion est élu président de la République du Sud. Le 26 mars 1811, Christophe, qui veut légitimer son pouvoir comme l'avait fait Dessalines avant, établi une certaine stabilité, instaure une monarchie constitutionnelle et se proclame Roi d'Haïti sous le nom d'Henri Ier. |
| 3  |           |                        | Alexandre Pétion        | 6 juin 1816      | 29 mars 1818                | 1 an, 9 mois et 23 jours | Avec le général Henri Christophe, Pétion proclame la République. La rivalité entre les deux hommes entraîne très vite une division du pays, entre le Nord, dirigé par Christophe, et le Sud, dirigé par Pétion qui devient président de la République en 1807. Élu puis réélu, Pétion supporte de moins en moins les contraintes imposées par le Sénat. En principe partisan de la démocratie constitutionnelle, il se proclame président à vie en 1816 et l'inscrit dans la constitution. Il meurt deux ans plus-tard en 1818. |
| 4  |           | Jean-Pierre Boyer      | 29 mars 1818            | 13 mars 1843     | 24 ans, 11 mois et 12 jours | Fidèle de Pétion, le général Boyer devient, après la mort d'Alexandre Pétion en 1818, président à vie du sud d'Haïti (le nord étant une monarchie dirigée par Henri Christophe). En 1820, il profite de la révolution nordiste pour renverser Christophe et unifier le nord et le sud d'Haïti. Puis, il annexe la partie espagnole de l'île. Il gouverne d'une main de fer Haïti et l'actuelle République dominicaine. Il reste au pouvoir pendant plus de 20 ans jusqu'à sa chute, provoquée par une nouvelle révolution. | |
| 5  |           | Charles Rivière Hérard | 13 mars 1843            | 3 mai 1844       | 1 an, 1 mois et 20 jours    | Opposé à la dictature de Jean-Pierre Boyer, Rivière Hérard mène la révolution de 1843, chasse Boyer du pouvoir et se fait élire président à vie le 4 janvier 1844. Il est à son tour renversé quatre mois plus-tard. | |
| 6  |           | Philippe Guerrier      | 3 mai 1844              | 15 avril 1845    | 11 mois et 12 jours         | Au service du président Rivière Hérard, Philippe Guerrier le renverse en mai 1844 et le remplace comme président de la République le 3 mai 1844, à l'âge de 86 ans, devenant ainsi le plus vieux chef d'État au monde au moment de son arrivée au pouvoir. En tant que président à vie, il conserve le pouvoir jusqu'à sa mort le 15 avril 1845. | |
| 7  |           | Jean-Louis Pierrot     | 15 avril 1845           | 1er mars 1846    | 10 mois et 14 jours         | Après la mort de Philippe Guerrier, Pierrot accède à la présidence à vie en 1845. Il est renversé moins d'un an plus-tard en 1846 et s'éloigne de la capitale. | |
| 8  |           | Jean-Baptiste Riché    | 1er mars 1846           | 27 février 1847  | 11 mois et 26 jours         | En 1846, le général Riché s'oppose au prince-président Pierrot, le renverse et se fait nommer président de la République le 1er mars par le conseil d'État. Il est l'avant-dernier président à vie de la Première république haïtienne. Il meurt un an après son arrivée au pouvoir en 1847. | |
| 9  |           | Faustin Soulouque      | 27 février 1847         | 26 août 1849     | 2 ans, 6 mois et 1 jour     | À la mort de Riché en 1847, Soulouque est élu président à vie de la République. Autoritaire et ambitieux, il s'octroie les pleins pouvoirs grâce au soutien de l'armée. Bien vite il purgea l'armée de l'élite mulâtre qui la dirigeait, installa des loyalistes à la peau noire dans les postes administratifs, et créa une police secrète et une armée personnelle. En 1849, il se proclame empereur d'Haïti sous le nom de Faustin Ier. | |
| 10 |           | Fabre Geffrard         | 15 janvier 1859         | 13 mars 1867     | 8 ans, 1 mois et 26 jours   | Arrivé au pouvoir par un coup d'État contre l'empereur Faustin en 1859, le général Geffrard rétablit la constitution précédente, accède à la présidence à vie et met en place un régime autoritaire. Sous son règne, il dut réprimer plusieurs conspirations, dont celle de Sylvain Salnave au Cap-Haïtien en mai 1865 qui nécessita l’intervention de la marine britannique. Devant un soulèvement de toute la région de l’Artibonite et la menace d'un coup d'État militaire, Geffrad démissionne le 13 mars 1867. Quelques mois plus-tard, le général Salnave prend le pouvoir, suspend le régime de Geffrard et met en place une nouvelle constitution supprimant la présidence à vie. | |
| 11 |           |                        | Pierre Nord Alexis      | 21 décembre 1902 | 2 décembre 1908             | 5 ans, 11 mois et 11 jours | Petit-fils d'Henri Christophe, Alexis accède au pouvoir en 1902, en menant les troupes lui étant restées fidèles à la Chambre des députés et les forçant à le déclaré président à vie. Autoritaire, Alexis, âgé de plus de 80 ans lors de son coup d'État, arrive à rester au pouvoir les six années suivantes, bien que son régime ne cesse de faire face à des rébellions, et que son gouvernement soit fréquemment accusé de corruption. Nord Alexis tint a célébrer avec le plus grand d’éclat possible, en 1904, le centenaire l'indépendance d'Haïti. Désirant la restauration, Alexis met en place une réforme constitutionnelle afin de préparer sa proclamation comme roi ou empereur. Cette dernière extravagance provoque la révolution de 1908 ce qui aboutit à la chute du régime et à la fin de l'« Alexisme ». L'ancien dictateur meurt en exil deux ans plus-tard. |
| 12 |           |                        | François Duvalier       | 14 juin 1964     | 21 avril 1971               | 6 ans, 10 mois et 7 jours | La présidence à vie revient en Haïti cinquante ans après la chute d'Alexis avec les Duvalier père et fils qui conservent le pouvoir entre 1957 et 1986. Devenu président de la République d'Haïti en 1957, François Duvalier se fait proclamer président à vie en 1964. Son règne fut marqué par la corruption et l'utilisation de milices privées, les tontons macoutes. Autoritaire, il multiplie les actes d'arrestation et de condamnation à mort. Allié par intérêt aux États-Unis, il utilise le culte de la personnalité pour maintenir son pouvoir. Avant sa mort, il met en place une loi de succession pour que sa famille se maintienne au pouvoir. Son fils, Jean-Claude Duvalier, lui succède à son décès. |
| 13 |           | Jean-Claude Duvalier   | 21 avril 1971           | 7 février 1986   | 14 ans, 9 mois et 17 jours  | Jean-Claude Duvalier accède à la présidence à vie dès la mort de son père en 1971. Durant sa prise de pouvoir, le fils introduit des changements politiques par rapport au régime de son père et il délègue beaucoup d'autorité à ses conseillers, bien que des milliers d'Haïtiens soient assassinés ou torturés et que des centaines de milliers quittent le pays. Alors que le pays est l'un des plus pauvres des Amériques, il maintient un train de vie fastueux, incluant un mariage ayant coûté en 1980 deux millions de dollars américains, et accumule des millions de dollars en s'impliquant dans le trafic de drogues ainsi que d'organes ou de corps d'Haïtiens morts. En 1986, il est lâché par les États-Unis alors que le mécontentement populaire contre son régime s'accroît. Confronté à la révolte, Jean-Claude Duvalier est contraint de quitter son pays et se réfugie en France. Il est le dernier président à vie d'Haïti. | |

### Indonésie
| N° | Titulaire | Titulaire | Titulaire    | Mandat       | Mandat           | Durée | Notes |
| -- | --------- | --------- | ------------ | ------------ | ---------------- | --- | --- |
| 1  |           |           | Soekarno     | 18 août 1945 | 12 mars 1967     | 21 ans, 6 mois et 22 jours | Le 17 août 1945 au matin, Soekarno lit la proclamation de l'indépendance de l'Indonésie, dont il est nommé le premier président. Suit une période de quatre années de conflit armé et diplomatique contre les Néerlandais que les Indonésiens appellent Revolusi – « révolution indonésienne ». Elle prend fin avec la reconnaissance officielle de l'indépendance à l'ONU en 1949 suivie par le transfert formel de la souveraineté sur le territoire des Indes néerlandaises du royaume des Pays-Bas à la république d'Indonésie le 27 décembre 1949. |
| 2  |           | Soeharto  | 12 mars 1967 | 12 mai 1998  | 31 ans et 2 mois | Soeharto est nommé président par intérim en 1967 et président l'année suivante. En 1975, les troupes indonésiennes envahissent le Timor oriental, dont 200 000 habitants sont tués durant les premières années d'occupation. Son règne de 31 ans à la tête de l'Indonésie est marqué par un développement de l'économie du pays, mais également par un très fort autoritarisme et par une importante corruption. Transparency international le considère comme le dirigeant le plus corrompu de la planète dans les années 1980 et 1990. | |

### Italie
| N° | Titulaire | Titulaire | Titulaire        | Mandat            | Mandat        | Durée                   | Notes |
| -- | --------- | --------- | ---------------- | ----------------- | ------------- | ----------------------- | --- |
| 1  |           |           | Benito Mussolini | 22 septembre 1943 | 25 avril 1945 | 1 an, 7 mois et 3 jours | Déjà au pouvoir depuis le 22 octobre 1922 en tant que président du Conseil du royaume d'Italie, Mussolini, fondateur du fascisme, est destitué et arrêté par ordre du roi en juillet 1943. Libéré par les Allemands, il instaure en Italie septentrionale la République sociale italienne, un État fantoche fasciste établi en Italie du Centre et du Nord, dans les zones contrôlées par la Wehrmacht (l'armée du Troisième Reich), du 23 septembre 1943 jusqu'en avril 1945. C'est avec le titre de Duce de la République que Mussolini dirige cet État avec un pouvoir absolu. Le 25 avril 1945, après la défaite de son régime, alors qu'il tente de fuir pour la Valteline déguisé en soldat allemand, il est capturé par un groupe de partisans et fusillé. |

### Irak
| N° | Titulaire | Titulaire | Titulaire      | Mandat          | Mandat       | Durée                      | Notes |
| -- | --------- | --------- | -------------- | --------------- | ------------ | -------------------------- | --- |
| 1  |           |           | Saddam Hussein | 16 juillet 1979 | 9 avril 2003 | 23 ans, 8 mois et 24 jours | Saddam Hussein dirige la république d'Irak du 16 juillet 1979 au 9 avril 2003. Membre dirigeant du parti Baas arabe socialiste, il conserve sa position d'influence lors de la scission du parti et dirige la branche régionale irakienne de l'organisation. Dévoué à l'idéologie baassiste, qui combine socialisme arabe et nationalisme panarabe, Saddam Hussein joue un rôle déterminant lors du coup d'État du 17 juillet 1968 qui porte le parti Baas au pouvoir en Irak. Sa répression sévère de plusieurs mouvements de contestation révolutionnaires et séparatistes à la fois chiites et kurdes lui permet de se maintenir en tant qu'homme fort du pays. Sous son règne, l'Irak connaît huit ans de guerre avec l'Iran. En 1990, il envahit le Koweït, déclenchant la guerre du Golfe. Ce conflit s'achève toutefois par une défaite pour l'Irak, qui doit évacuer le pays début 1991 et demeure ensuite isolé sur le plan international ; Saddam Hussein parvient cependant à se maintenir au pouvoir jusqu'à sa chute en 2003. |

### Libye
| N° | Titulaire | Titulaire | Titulaire        | Mandat             | Mandat       | Durée                       | Notes |
| -- | --------- | --------- | ---------------- | ------------------ | ------------ | --------------------------- | --- |
| 1  |           |           | Mouammar Kadhafi | 1er septembre 1969 | 23 août 2011 | 41 ans, 11 mois et 22 jours | Kadhafi arrive au pouvoir lors du coup d'État de 1969, qui renverse la monarchie. Il réorganise les institutions de la Libye en faisant du pays une Jamahiriya (littéralement un « État des masses »), gouvernée par le peuple lui-même selon un système de démocratie directe. En 1979, il renonce au poste officiel de chef de l'État, mais demeure de facto aux commandes de la Libye avec le titre de « guide de la Révolution de la Grande Jamahiriya arabe libyenne populaire et socialiste » (ou plus simplement « guide de la Révolution » ou « frère guide »), exerçant un pouvoir absolu en dehors de tout cadre temporel ou constitutionnel. Militant pour le panarabisme et le panafricanisme, il utilise en outre la manne pétrolière pour financer des organisations terroristes et autres mouvements de rébellion à travers la planète. Il est renversé puis exécuté en 2011 pendant la guerre civile. |

### Malawi
| N° | Titulaire | Titulaire | Titulaire      | Mandat         | Mandat      | Durée                       | Notes |
| -- | --------- | --------- | -------------- | -------------- | ----------- | --------------------------- | --- |
| 1  |           |           | Hastings Banda | 6 juillet 1966 | 24 mai 1994 | 27 ans, 10 mois et 18 jours | En 1971, Hastings Banda est réélu président de la République par le Parlement et se proclame président à vie. Il devient la même année le premier dirigeant africain à se rendre en Afrique du Sud (la première visite d'un dirigeant étranger en Afrique du Sud depuis celle du roi du Royaume-Uni George VI en 1947) et signe alors avec ce pays un accord (capitaux et armement contre des travailleurs). Chose curieuse, cette alliance ne faiblira pas, même quand le Malawi intégrera le groupe des États africains hostiles à Pretoria (SADCC) le 1er avril 1980. Son régime soutient la rébellion du Renamo au Mozambique, également soutenue par l'Afrique du Sud. |

### Mexique
| N° | Titulaire         | Titulaire         | Titulaire                   | Mandat                     | Mandat           | Durée                      | Notes |
| -- | ----------------- | ----------------- | --------------------------- | -------------------------- | ---------------- | -------------------------- | --- |
| 1  |                   |                   | Anastasio Bustamante        | 1er janvier 1830           | 14 décembre 1832 | 2 ans, 11 mois et 13 jours | Anastasio Bustamante suspend la constitution et prend alors les pleins pouvoirs devenant président à vie,. Il est chassé du pouvoir une première fois en décembre 1832 au profit de la restauration républicaine. En 1837, il profite de l'avènement de la république centraliste pour organiser un coup d'État et ainsi reprendre le pouvoir. En mars 1839, il est renversé par Santa Anna, ancien président à vie. Avec ses partisans, les « bustamantistes », il prend les armes contre celui-ci déclenchant la guerre civile. De retour à Mexico en juillet, il est contraint de céder le pouvoir en septembre 1841. Après le retour de Santa Anna au pouvoir, il est exilé en Europe et s'installe en France avant de revenir mourir au Mexique en 1853. |
| 1  | 19 avril 1837     | 20 mars 1839      | Anastasio Bustamante        | 1 an, 11 mois et 1 jour    |                  |                            | Anastasio Bustamante suspend la constitution et prend alors les pleins pouvoirs devenant président à vie,. Il est chassé du pouvoir une première fois en décembre 1832 au profit de la restauration républicaine. En 1837, il profite de l'avènement de la république centraliste pour organiser un coup d'État et ainsi reprendre le pouvoir. En mars 1839, il est renversé par Santa Anna, ancien président à vie. Avec ses partisans, les « bustamantistes », il prend les armes contre celui-ci déclenchant la guerre civile. De retour à Mexico en juillet, il est contraint de céder le pouvoir en septembre 1841. Après le retour de Santa Anna au pouvoir, il est exilé en Europe et s'installe en France avant de revenir mourir au Mexique en 1853. |
| 1  | 19 juillet 1839   | 20 septembre 1841 | Anastasio Bustamante        | 2 ans, 2 mois et 1 jour    |                  |                            | Anastasio Bustamante suspend la constitution et prend alors les pleins pouvoirs devenant président à vie,. Il est chassé du pouvoir une première fois en décembre 1832 au profit de la restauration républicaine. En 1837, il profite de l'avènement de la république centraliste pour organiser un coup d'État et ainsi reprendre le pouvoir. En mars 1839, il est renversé par Santa Anna, ancien président à vie. Avec ses partisans, les « bustamantistes », il prend les armes contre celui-ci déclenchant la guerre civile. De retour à Mexico en juillet, il est contraint de céder le pouvoir en septembre 1841. Après le retour de Santa Anna au pouvoir, il est exilé en Europe et s'installe en France avant de revenir mourir au Mexique en 1853. |
| 2  |                   |                   | Antonio Lopez de Santa Anna | 1er avril 1833             | 27 janvier 1835  | 1 an, 9 mois et 26 jours   | En 1833, Santa Anna se soulève et renverse par un coup d'État le gouvernement d'Anastasio Bustamante, qui cède la présidence à Manuel Gómez Pedraza qui à son tour la cède à Santa Anna qui prend les pleins pouvoirs. Il se retire une première fois en 1835 sous prétexte de maladie. La présidence échoit le 28 janvier 1835 à Miguel Barragán. En 1839 Bustamante lui cède à nouveau la présidence. Cela provoqua une guerre civile, entre les partisans de Bustamante (« les bustamantistes ») et ceux de Santa Anna (« les santanistes »). Le conflit prit fin en 1841, après la chute de Bustamante et le triomphe de Santa Anna. Tout-puissant après cette victoire, il réaffirme son autorité et gouverne le pays d'une main de fer. En 1844, il est de nouveau renversé par les troupes libérales unies contre son gouvernement. Exilé, il revient au Mexique en 1846, après la fin de la république centraliste. Avec ses partisans, il reprend rapidement le pouvoir et élimine farouchement ses opposants. Durant la guerre américano-mexicaine, il s'appuie sur des généraux qui lui sont fidèles comme Pedro María Anaya et Mariano Arista. Secoué par les attaques des fédéralistes et trahi par certains de ces généraux, il est de nouveau chassé du pouvoir et son gouvernement est renversé en novembre 1847. En exil, il prépare son retour avec l'aide de ses partisans tels que le général Mariano Arista qui, en 1851, renverse le Congrès et prend le pouvoir en attendant le retour de Santa Anna. Chassé à son tour, Arista perd la confiance de Santa Anna, et se voit remplacer à la tête des troupes santanistes par le général Manuel Maria Lombardini, qui permet son retour au pouvoir en 1853. De nouveau déclaré président à vie, il prend la qualité d'Altesse Sérénissime. Il fait aussi composer et jouer un hymne national dont la musique et certains couplets sont restés les mêmes jusqu'à nos jours. Chassé définitivement du pouvoir en 1855 par la révolution d'Ayutla, Santa Anna s'exile. Il revient au Mexique en 1874, où il finira ses jours, à la suite d'une amnistie générale décrétée par le président Sebastián Lerdo de Tejada . |
| 2  | 20 mars 1839      | 19 juillet 1839   | Antonio Lopez de Santa Anna | 3 mois et 29 jours         |                  |                            | En 1833, Santa Anna se soulève et renverse par un coup d'État le gouvernement d'Anastasio Bustamante, qui cède la présidence à Manuel Gómez Pedraza qui à son tour la cède à Santa Anna qui prend les pleins pouvoirs. Il se retire une première fois en 1835 sous prétexte de maladie. La présidence échoit le 28 janvier 1835 à Miguel Barragán. En 1839 Bustamante lui cède à nouveau la présidence. Cela provoqua une guerre civile, entre les partisans de Bustamante (« les bustamantistes ») et ceux de Santa Anna (« les santanistes »). Le conflit prit fin en 1841, après la chute de Bustamante et le triomphe de Santa Anna. Tout-puissant après cette victoire, il réaffirme son autorité et gouverne le pays d'une main de fer. En 1844, il est de nouveau renversé par les troupes libérales unies contre son gouvernement. Exilé, il revient au Mexique en 1846, après la fin de la république centraliste. Avec ses partisans, il reprend rapidement le pouvoir et élimine farouchement ses opposants. Durant la guerre américano-mexicaine, il s'appuie sur des généraux qui lui sont fidèles comme Pedro María Anaya et Mariano Arista. Secoué par les attaques des fédéralistes et trahi par certains de ces généraux, il est de nouveau chassé du pouvoir et son gouvernement est renversé en novembre 1847. En exil, il prépare son retour avec l'aide de ses partisans tels que le général Mariano Arista qui, en 1851, renverse le Congrès et prend le pouvoir en attendant le retour de Santa Anna. Chassé à son tour, Arista perd la confiance de Santa Anna, et se voit remplacer à la tête des troupes santanistes par le général Manuel Maria Lombardini, qui permet son retour au pouvoir en 1853. De nouveau déclaré président à vie, il prend la qualité d'Altesse Sérénissime. Il fait aussi composer et jouer un hymne national dont la musique et certains couplets sont restés les mêmes jusqu'à nos jours. Chassé définitivement du pouvoir en 1855 par la révolution d'Ayutla, Santa Anna s'exile. Il revient au Mexique en 1874, où il finira ses jours, à la suite d'une amnistie générale décrétée par le président Sebastián Lerdo de Tejada . |
| 2  | 20 septembre 1841 | 12 septembre 1844 | Antonio Lopez de Santa Anna | 2 ans, 11 mois et 23 jours |                  |                            | En 1833, Santa Anna se soulève et renverse par un coup d'État le gouvernement d'Anastasio Bustamante, qui cède la présidence à Manuel Gómez Pedraza qui à son tour la cède à Santa Anna qui prend les pleins pouvoirs. Il se retire une première fois en 1835 sous prétexte de maladie. La présidence échoit le 28 janvier 1835 à Miguel Barragán. En 1839 Bustamante lui cède à nouveau la présidence. Cela provoqua une guerre civile, entre les partisans de Bustamante (« les bustamantistes ») et ceux de Santa Anna (« les santanistes »). Le conflit prit fin en 1841, après la chute de Bustamante et le triomphe de Santa Anna. Tout-puissant après cette victoire, il réaffirme son autorité et gouverne le pays d'une main de fer. En 1844, il est de nouveau renversé par les troupes libérales unies contre son gouvernement. Exilé, il revient au Mexique en 1846, après la fin de la république centraliste. Avec ses partisans, il reprend rapidement le pouvoir et élimine farouchement ses opposants. Durant la guerre américano-mexicaine, il s'appuie sur des généraux qui lui sont fidèles comme Pedro María Anaya et Mariano Arista. Secoué par les attaques des fédéralistes et trahi par certains de ces généraux, il est de nouveau chassé du pouvoir et son gouvernement est renversé en novembre 1847. En exil, il prépare son retour avec l'aide de ses partisans tels que le général Mariano Arista qui, en 1851, renverse le Congrès et prend le pouvoir en attendant le retour de Santa Anna. Chassé à son tour, Arista perd la confiance de Santa Anna, et se voit remplacer à la tête des troupes santanistes par le général Manuel Maria Lombardini, qui permet son retour au pouvoir en 1853. De nouveau déclaré président à vie, il prend la qualité d'Altesse Sérénissime. Il fait aussi composer et jouer un hymne national dont la musique et certains couplets sont restés les mêmes jusqu'à nos jours. Chassé définitivement du pouvoir en 1855 par la révolution d'Ayutla, Santa Anna s'exile. Il revient au Mexique en 1874, où il finira ses jours, à la suite d'une amnistie générale décrétée par le président Sebastián Lerdo de Tejada . |
| 2  | 24 décembre 1846  | 16 septembre 1847 | Antonio Lopez de Santa Anna | 8 mois et 23 jours         |                  |                            | En 1833, Santa Anna se soulève et renverse par un coup d'État le gouvernement d'Anastasio Bustamante, qui cède la présidence à Manuel Gómez Pedraza qui à son tour la cède à Santa Anna qui prend les pleins pouvoirs. Il se retire une première fois en 1835 sous prétexte de maladie. La présidence échoit le 28 janvier 1835 à Miguel Barragán. En 1839 Bustamante lui cède à nouveau la présidence. Cela provoqua une guerre civile, entre les partisans de Bustamante (« les bustamantistes ») et ceux de Santa Anna (« les santanistes »). Le conflit prit fin en 1841, après la chute de Bustamante et le triomphe de Santa Anna. Tout-puissant après cette victoire, il réaffirme son autorité et gouverne le pays d'une main de fer. En 1844, il est de nouveau renversé par les troupes libérales unies contre son gouvernement. Exilé, il revient au Mexique en 1846, après la fin de la république centraliste. Avec ses partisans, il reprend rapidement le pouvoir et élimine farouchement ses opposants. Durant la guerre américano-mexicaine, il s'appuie sur des généraux qui lui sont fidèles comme Pedro María Anaya et Mariano Arista. Secoué par les attaques des fédéralistes et trahi par certains de ces généraux, il est de nouveau chassé du pouvoir et son gouvernement est renversé en novembre 1847. En exil, il prépare son retour avec l'aide de ses partisans tels que le général Mariano Arista qui, en 1851, renverse le Congrès et prend le pouvoir en attendant le retour de Santa Anna. Chassé à son tour, Arista perd la confiance de Santa Anna, et se voit remplacer à la tête des troupes santanistes par le général Manuel Maria Lombardini, qui permet son retour au pouvoir en 1853. De nouveau déclaré président à vie, il prend la qualité d'Altesse Sérénissime. Il fait aussi composer et jouer un hymne national dont la musique et certains couplets sont restés les mêmes jusqu'à nos jours. Chassé définitivement du pouvoir en 1855 par la révolution d'Ayutla, Santa Anna s'exile. Il revient au Mexique en 1874, où il finira ses jours, à la suite d'une amnistie générale décrétée par le président Sebastián Lerdo de Tejada . |
| 2  | 20 avril 1853     | 12 août 1855      | Antonio Lopez de Santa Anna | 2 ans, 3 mois et 23 jours  |                  |                            | En 1833, Santa Anna se soulève et renverse par un coup d'État le gouvernement d'Anastasio Bustamante, qui cède la présidence à Manuel Gómez Pedraza qui à son tour la cède à Santa Anna qui prend les pleins pouvoirs. Il se retire une première fois en 1835 sous prétexte de maladie. La présidence échoit le 28 janvier 1835 à Miguel Barragán. En 1839 Bustamante lui cède à nouveau la présidence. Cela provoqua une guerre civile, entre les partisans de Bustamante (« les bustamantistes ») et ceux de Santa Anna (« les santanistes »). Le conflit prit fin en 1841, après la chute de Bustamante et le triomphe de Santa Anna. Tout-puissant après cette victoire, il réaffirme son autorité et gouverne le pays d'une main de fer. En 1844, il est de nouveau renversé par les troupes libérales unies contre son gouvernement. Exilé, il revient au Mexique en 1846, après la fin de la république centraliste. Avec ses partisans, il reprend rapidement le pouvoir et élimine farouchement ses opposants. Durant la guerre américano-mexicaine, il s'appuie sur des généraux qui lui sont fidèles comme Pedro María Anaya et Mariano Arista. Secoué par les attaques des fédéralistes et trahi par certains de ces généraux, il est de nouveau chassé du pouvoir et son gouvernement est renversé en novembre 1847. En exil, il prépare son retour avec l'aide de ses partisans tels que le général Mariano Arista qui, en 1851, renverse le Congrès et prend le pouvoir en attendant le retour de Santa Anna. Chassé à son tour, Arista perd la confiance de Santa Anna, et se voit remplacer à la tête des troupes santanistes par le général Manuel Maria Lombardini, qui permet son retour au pouvoir en 1853. De nouveau déclaré président à vie, il prend la qualité d'Altesse Sérénissime. Il fait aussi composer et jouer un hymne national dont la musique et certains couplets sont restés les mêmes jusqu'à nos jours. Chassé définitivement du pouvoir en 1855 par la révolution d'Ayutla, Santa Anna s'exile. Il revient au Mexique en 1874, où il finira ses jours, à la suite d'une amnistie générale décrétée par le président Sebastián Lerdo de Tejada . |

### Ouganda
| N° | Titulaire | Titulaire | Titulaire     | Mandat         | Mandat        | Durée                    | Notes |
| -- | --------- | --------- | ------------- | -------------- | ------------- | ------------------------ | --- |
| 1  |           |           | Idi Amin Dada | 2 février 1971 | 11 avril 1979 | 8 ans, 2 mois et 9 jours | À partir de 1975, Idi Amin Dada s’autoproclame maréchal, puis président à vie. Cette année-là, devant les médias, il se met en scène sur une chaise à porteurs, obligeant des hommes d’affaires occidentaux à le promener. Durant l’été 1975, un écrivain ougandais d’origine britannique, Denis Hills, est condamné à mort pour avoir traité Amin Dada de « tyran de village ». Il ne sera sauvé que par la visite express à Kampala du secrétaire d’État britannique aux Affaires étrangères, James Callaghan, et après l'intervention du président zaïrois Mobutu Sese Seko et du Somalien Siad Barre, président en exercice de l’OUA, qui menace d’annuler le sommet de Kampala. |

### Paraguay
| N° | Titulaire | Titulaire              | Titulaire                        | Mandat        | Mandat                    | Durée | Notes |
| -- | --------- | ---------------------- | -------------------------------- | ------------- | ------------------------- | --- | --- |
| 1  |           |                        | José Gaspar Rodríguez de Francia | 12 juin 1814  | 20 septembre 1840         | 26 ans, 3 mois et 8 jours | Jusqu'en 1840, année de sa mort, José Gaspar Rodríguez de Francia gouverne le pays en autocrate. Personnage étrange, une partie de son comportement ne s'explique qu'en le replaçant dans le Paraguay de l'époque et prenant en compte sa propre vie. Élu dictateur, il l'a été par des centaines de délégués et non par une camarilla comme il était courant à l'époque dans l'Amérique hispanique. Ses victimes se recrutaient essentiellement dans la classe susceptible de participer à la direction du pays et très proche ou influencée par Buenos Aires.                     |
| 2  |           |                        | Carlos Antonio López             | 13 mars 1844  | 10 septembre 1862         | 18 ans, 5 mois et 28 jours | Neveu de José Gaspar Rodríguez de Francia, il devient lui-même président suprême à vie du Paraguay en 1844. Il est le deuxième dictateur du Paraguay depuis l'indépendance du pays en 1811. Dès son arrivée au pouvoir, il rédige une nouvelle constitution, de teinte aristocratique, approuvée par le congrès qui lui confère les pleins pouvoirs. Autoritaire, il poursuit la politique protectionniste de son oncle tout en instaurant un régime héréditaire avec un système monarchique qui permet à son fils aîné, Francisco Solano López, de lui succéder à la tête du pays. |
| 3  |           | Francisco Solano López | 10 septembre 1862                | 1er mars 1870 | 7 ans, 5 mois et 19 jours | Fils de Carlos Antonio López, il est le troisième dictateur du Paraguay et le deuxième sous un régime héréditaire et monarchique. Il remplit les rôles de commandant en chef des Forces armées et chef suprême de la nation paraguayenne durant la guerre de la Triple-Alliance. Au début du conflit López obtint des succès militaires significatifs. Mais bientôt la guerre évolua défavorablement pour le Paraguay. Le général Correia da Câmara et ses troupes le poursuivirent jusqu'à ce qu'ils le trouvent blessé et isolé alors qu'il essayait de traverser le Rio Aquidaban, après avoir perdu la bataille de Cerro Corá. Selon les relations historiques, même après avoir été désarmé, López résista. Il fut exécuté près de Cerro Corá, le 1er mars 1870. | |
| 4  |           |                        | Alfredo Stroessner               | 15 août 1954  | 3 février 1989            | 34 ans, 5 mois et 19 jours | Alfredo Stroessner conserve le pouvoir pendant plus de trente-quatre ans, devenant ainsi le dictateur latino-américain le plus longtemps au pouvoir, jusqu'à ce qu'il soit dépassé par le président cubain Fidel Castro. Arrivé au pouvoir à la suite d'un coup d'État, il est lui-même renversé, le 3 février 1989, par un autre coup d'État, mené par le général Andrés Rodríguez Pedotti. |

### Pérou
| N° | Titulaire   | Titulaire                  | Titulaire                 | Mandat                    | Mandat                   | Durée | Notes |
| -- | ----------- | -------------------------- | ------------------------- | ------------------------- | ------------------------ | --- | --- |
| 1  |             |                            | Simón Bolívar             | 10 février 1824           | 28 janvier 1827          | 2 ans, 11 mois et 18 jours | Le jeune Congrès péruvien confia, le 10 février 1824, les pleins pouvoirs politiques et militaires à Bolívar. Comme disposition suivante, le Congrès s'auto-dissout et entre en récession afin d'être reconvoqué par le Libertador. Bolívar devint ainsi la plus haute puis la seule autorité au Pérou. Nommé chef suprême, il retourna à Pativilca et ordonna à son état-major le repli général de l'armée alliée vers Trujillo et Huamachuco. Sous son règne, Bolívar remit en vigueur l'« impôt indigène », que devaient payer les Péruviens du seul fait d'être des autochtones, au montant auquel cet impôt se trouvait en 1820. En effet, José de San Martín avait abrogé cet impôt le 27 août 1821. D'autre part, il interdit le travail forcé, et garantit la libération des esclaves qui avaient participé à la libération du pays et que les fils de tous les esclaves naitraient libres. Durant tout son règne, il a exercé une forte répression contre ses principaux adversaires. En 1825, il proclame la sécession du Haut-Pérou, qui devint la Bolivie. Le 28 janvier 1827, Bolívar quitte volontairement le pouvoir en faveur de Andrés de Santa Cruz. |
| 2  |             | Andrés de Santa Cruz       | 28 janvier 1827           | 9 juin 1827               | 4 mois et 12 jours       | Après le départ de Bolívar, il est fait président à vie du Pérou. Néanmoins, il convoque le deuxième Congrès constitutif, qui après les élections, est installé le 4 juin de la même année sous la présidence du prêtre Francisco Xavier de Luna Pizarro, de tendance libérale, avant ladite assemblée, Santa Cruz présente sa démission, mais celle-ci n'a pas été acceptée, il reste donc quelques jours de plus au pouvoir. Son départ, justifié par son désir de prendre le pouvoir en Bolivie, affecte la population péruvienne. | |
| 3  |             |                            | Felipe Santiago Salaverry | 24 avril 1834             | 7 février 1836           | 1 an, 9 mois et 14 jours | Au début des années 1830, le Pérou est dans un état d'anarchie. Le général Felipe Santiago Salaverry se proclame chef suprême du Pérou en février 1835, après le départ du président Gamarra, et prolonge progressivement son mandat jusqu'à le transformer en présidence à vie. En lutte contre Gamarra, il doit ensuite affronter le dictateur bolivien Santa Cruz. Après un premier triomphe lors de la bataille d'Uchumayo, Salaverry est totalement vaincu par Santa Cruz lors de la bataille de Socabaya, le 7 février 1836, et abattu le 19 à Arequipa. |
| 4  |             |                            | Andrés de Santa Cruz      | 7 février 1836            | 25 août 1839             | 3 ans, 6 mois et 18 jours | En 1836, alors qu'il dirige la Bolivie depuis 1829, Santa Cruz prend les armes contre le dictateur péruvien Salaverry et le renverse. Après sa victoire, il convoque une assemblée des départements du Pérou afin de concrétiser son projet d'union de la Bolivie avec le Pérou. Avec l'approbation d'une nouvelle constitution, Santa Cruz est désigné comme Protecteur de la Confédération péruvio-bolivienne, avec des pouvoirs extraordinaires, un mandat à vie et un droit de succession. Il est renversé en 1839 après l'effondrement de la Confédération. |
| 5  |             |                            | Agustín Gamarra           | 25 août 1839              | 18 novembre 1841         | 2 ans, 2 mois et 24 jours | Président de la République entre 1829 et 1833, Gamarra revient au pouvoir, cette fois-ci en tant que président à vie, après l'effondrement de la Confédération de Santa Cruz. Sous son règne, il réprime toute opposition, contrôle le pays grâce à l'armée et évite toutes les divisions empêchant ainsi une nouvelle guerre civile. En 1841, il profite de l'affaiblissement de la Bolivie et l'envahit en août 1841 et assiège sa capitale. Son armée est cependant complètement défaite par les Boliviens lors de la bataille d'Ingavi le 18 novembre 1841, durant laquelle Gamarra meurt, touché par deux balles. |
| 6  |             |                            | Ramón Castilla            | 20 avril 1845             | 24 octobre 1862          | 18 ans, 6 mois et 4 jours | Président de la République de février à juin 1844, Castilla s'octroie les pleins pouvoirs à partir de 1845, prend le titre de chef suprême, et gouverne le pays d'une main de fer. Ses réformes importantes dans la politique et la société contribuent notamment à l'abolition de l'esclavage, à de nouveaux investissements dans l'éducation, à la mise en place d'une nouvelle force navale et à la modernisation de l'armée. Son règne a coïncidé avec l'introduction de plusieurs avancées techniques au Pérou telles que le télégraphe, l'éclairage au gaz et la mise en place de routes de chemins de fer. Outre sa politique progressiste, Castilla mène une politique répressive par rapport aux mouvements révolutionnaires et républicains. Après avoir éviter l'insurrection générale en 1855, il réaffirme son autorité par des actions violentes contre ses opposants. En 1861, il s'oppose au maréchal Miguel de San Román qui conteste son pouvoir, et l'éloigne de la capitale. Cela contribue au coup d'État d'octobre 1862, qui met fin au régime de Castilla et permet à San Román de prendre le pouvoir. |
| 7  |             |                            | Mariano Ignacio Prado     | 28 novembre 1865          | 23 septembre 1867        | 1 an, 9 mois et 26 jours | Trois ans seulement après la chute de Ramón Castilla, le général Prado, alors chef de la révolution d'Arquipa, renverse le gouvernement du président Pedro Diez Canseco, dissout le congrès et prend les pleins pouvoirs à vie le 28 novembre 1865. Victime de la contre-attaque républicaine, il est contraint d'abandonner le pouvoir et de s'exiler en 1867. De retour au Pérou, il reprend les armes et triomphe par un coup d'État qui le ramène au pouvoir en 1876. D'abord conservateur, il finit par adopter une politique progressiste et signe une nouvelle constitution. Mais cette dernière, qui favorise la bourgeoisie et les militaires (principaux soutiens du régime de Prado), est largement contestée par la classe politique. Impopulaire, il est déposé par un coup d'État pacifique qui rétablit la constitution républicaine et l'oblige à l'exil. |
| 7  | 2 août 1876 | 23 décembre 1879           | Mariano Ignacio Prado     | 3 ans, 4 mois et 21 jours |                          | | Trois ans seulement après la chute de Ramón Castilla, le général Prado, alors chef de la révolution d'Arquipa, renverse le gouvernement du président Pedro Diez Canseco, dissout le congrès et prend les pleins pouvoirs à vie le 28 novembre 1865. Victime de la contre-attaque républicaine, il est contraint d'abandonner le pouvoir et de s'exiler en 1867. De retour au Pérou, il reprend les armes et triomphe par un coup d'État qui le ramène au pouvoir en 1876. D'abord conservateur, il finit par adopter une politique progressiste et signe une nouvelle constitution. Mais cette dernière, qui favorise la bourgeoisie et les militaires (principaux soutiens du régime de Prado), est largement contestée par la classe politique. Impopulaire, il est déposé par un coup d'État pacifique qui rétablit la constitution républicaine et l'oblige à l'exil. |
| 8  |             | Miguel Iglesias            | 26 octobre 1883           | 3 décembre 1885           | 2 ans, 1 mois et 7 jours | Durant la Guerre du Pacifique et l'occupation d'une partie du pays par les Chiliens, un nouveau gouvernement, dirigé par Miguel Iglesias et installé par les Chiliens, reconnaît la défaite péruvienne en ratifiant le traité d'Ancón, signé le 10 octobre 1883, et met ainsi un terme à la guerre alors que le général Cáceres était en train de réorganiser ses troupes. Durant les années qui suivirent, le pays vécut une période d'anarchie. L'ancien président Montero dirigea le pays dans la partie centrale du Pérou, Iglesias détenant le pouvoir au nord et Cáceres dans les montagnes du Sud. Montero quitta le pays après la victoire des Chiliens, confirmant Iglesias dans ses fonctions. Rapidement, il suspend la législation et se fait proclamer président à vie et chef suprême des armées. Contesté par Cáceres, il doit subir une nouvelle guerre civile qui affaiblie son autorité. Le 28 novembre 1885, Cáceres attaque Lima et dépose le président Iglesias (qu'il force à démissionner) le 3 décembre. Le pays est alors dirigé par un Conseil des ministres intérimaire, avec Antonio Arenas à sa tête, en attendant de nouvelles élections. Investi par le parti constitutionnaliste, Cáceres remporte l'élection et devient président le 3 juin 1886. | |
| 9  |             |                            | Luis Miguel Sánchez Cerro | 27 août 1930              | 30 avril 1933            | 2 ans, 8 mois et 3 jours | Le 22 août 1930, Sánchez Cerro, à la tête de la garnison d'Arequipa, se souleva contre le gouvernement en place. Cinq jours plus-tard, il se proclame président de la junte militaire et s'attribue les pleins pouvoirs avant d'adopter officiellement le titre de président à vie en 1931. Cumulant le poste de chef de gouvernement avec celui de chef de l'État, il reste également à la tête de son parti, l'Union révolutionnaire (UR), d'idéologie fasciste, qu'il tente d'imposer comme parti unique. Son nationalisme contribue aussi à entretenir sa popularité, avec la volonté de renégocier le traité frontalier avec la Colombie. Il est assassiné par un militant de l'APRA, organisation contre laquelle il avait lutté. Après sa mort, son régime fasciste lui survit jusqu'en 1939. |
| 10 |             | Óscar Raimundino Benavides | 30 avril 1933             | 8 décembre 1939           | 6 ans, 7 mois et 8 jours | Après l'assassinat du dictateur Sánchez Cerro, il est désigné par le conseil permanent de l'Union révolutionnaire comme son successeur. Au début de son mandat, il est partisan du contrôle du pays par l'UR, favorise son implantation et lutte contre le Parti communiste. Cependant, à partir de 1936, il entame une politique de modération, autorisant le retour d'autres partis comme l'APRA, mais interdit toujours la présence des communistes. Il modifie la constitution de 1933 par plusieurs décrets et abolit en 1938, le conseil militaire de l'UR, unique organe exécutif et législatif depuis 1930. À la fin des années 1930, désirant renoncer au pouvoir suprême à vie, il rétablit le Congrès et déclare la tenue de prochaines élections générales pour 1939. Enfin, il limite le futur mandat présidentiel à six ans et met fin à sa dictature en toute légalité en remettant le pouvoir au président élu, Manuel Prado Ugarteche, favorisant ainsi une transition démocratique pacifique, la première depuis l'indépendance du pays. | |
| 11 |             |                            | Manuel Arturo Odría       | 1er novembre 1948         | 2 juillet 1956           | 7 ans, 8 mois et 1 jour | Le général Odría est porté au pouvoir par un coup d'État en 1948 qui renverse la République et lui apporte la présidence à vie, moins de dix ans après le retour à la démocratie. Au pouvoir, il met en place un régime militaire dictatorial qui prend le nom d'Ochenio. Son administration se caractérise par sa progressivité et son ancrage national, fondé sur le pragmatisme et le nationalisme. La reprise économique et financière relative du pays, favorisée en partie par une conjoncture internationale bénéfique : la guerre de Corée, entraîne une augmentation des exportations et le rebond de leurs prix. La crise économique commence à s'aggraver pendant ses dernières années au pouvoir. Après avoir interdit tous les partis politiques en 1951, il organise des élections législatives réservé au parti unique : l'Union nationale odriiste. En 1954, après la tentative de coup d’État de son premier ministre et potentiel successeur, le général Zenón Noriega Agüero, il durcit sa politique ce qui entraîne des tensions au sein de son propre parti. Le 21 décembre 1955, éclate la révolution d'Arequipa, une lutte intense pour tenter de retrouver la démocratie. Voulant rester au pouvoir, Odría organise la répression. Mais les combats s'éternisent et ses proches le trahissent au fur et à mesure des événements. À la tête d'une armée réduite, il renonce au pouvoir le 2 juillet 1956 et s'exile aux États-Unis. |
| 12 |             |                            | Ricardo Pérez Godoy       | 18 juillet 1962           | 3 mars 1963              | 7 mois et 13 jours | Membre du gouvernement dictatorial de Odría (l'Ochenio), il trahit ce dernier après la chute du régime en 1956 et se rallie au nouveau gouvernement. Le 18 juillet 1962, il dirige un coup d'État contre le président Prado Ugarteche et prend les pleins pouvoirs en tant que chef suprême de la junte militaire du Pérou. Le 3 mars 1963, il est à son tour renversé par son bras droit, le général Nicolás Lindley López, qui prend à son tour les pleins pouvoirs. Exilé pendant un temps, Pérez Godoy revient au pays après les années 80. |
| 13 |             | Nicolás Lindley            | 3 mars 1963               | 28 juillet 1963           | 4 mois et 25 jours       | Complice du général Pérez Godoy lors du coup d'État de juillet 1962, il devient membre de la junte militaire et le bras droit de ce dernier. Le 3 mars 1963, il renverse Godoy et prend à son tour les pleins pouvoirs en tant que chef suprême de la junte militaire du Pérou. Au pouvoir, il poursuit la dictature avant de changer de cap, sous la pression des États-Unis, et d'autoriser le retour des forces républicains ainsi que le multipartisme, afin de favoriser un retour pacifique à la démocratie. Devant la pression populaire, il accepte de mettre en place des élections et de mettre fin au gouvernement de la junte militaire. Le 28 juillet 1963, il dissout le conseil militaire et remet le pouvoir au président démocratiquement élu, Fernando Belaúnde Terry, mettant pacifiquement fin à sa dictature. | |
| 14 |             |                            | Juan Velasco Alvarado     | 3 octobre 1968            | 29 août 1975             | 6 ans, 10 mois et 26 jours | Commandant général de l’armée, Velasco se place à la tête de la junte militaire qui renverse sans violence le président Fernando Belaúnde Terry le 3 octobre 1968. Avec le titre de Président du Gouvernement révolutionnaire, Velasco établit un nouveau régime dictatorial, soit cinq ans après la fin de la dictature de Lindley López. Le régime de Velasco, parfois appelé le « Velascato » par ses opposants, se caractérise aussi par un pouvoir autoritaire et violent. Il tolère peu la dissidence, exilant, harcelant, parfois emprisonnant les dirigeants de partis d'opposition. Les médias, massivement opposés au régime, sont pour les principaux d'entre eux nationalisés en vertu d'une nouvelle loi sur la presse en 1974. En revanche, le gouvernement est soutenu par le Parti communiste et l'essentiel du mouvement syndical. Il entreprend par ailleurs une réconciliation avec les guérillas de gauche du début des années 1960, dont un ancien combattant, Bejar Rivera, est nommé au gouvernement. Tout de fois, Velasco ignore les appels à la transition démocratique et réaffirme à plusieurs reprises sa position de chef de l'État à vie. Cependant, les difficultés économiques et l’opposition politique croissante après le coup porté à la presse en 1974 finissent par affaiblir le régime de Velasco et conduisent à sa chute le 29 août 1975. Il reste, à ce jour, le dernier dictateur de l'histoire péruvienne.    |

### Roumanie
| N° | Titulaire | Titulaire | Titulaire         | Mandat          | Mandat           | Durée              | Notes |
| -- | --------- | --------- | ----------------- | --------------- | ---------------- | ------------------ | --- |
| 1  |           |           | Nicolae Ceaușescu | 9 décembre 1967 | 22 décembre 1989 | 22 ans et 13 jours | Nicolae Ceaușescu accède à la tête du pays en devenant secrétaire général du Parti communiste roumain (PCR). Il est élu président de la république socialiste de Roumanie par la Grande Assemblée nationale de Roumanie en 1974 et exacerbe le culte de la personnalité propre à ce régime totalitaire, dont il sera le dernier dirigeant et dont la police politique nommée Securitate forme l'armature. Il se décerne les titres de « Conducător », « génie des Carpates » et « Danube de la pensée », et pratique le népotisme. |

### Russie
| N° | Titulaire | Titulaire             | Titulaire              | Mandat           | Mandat                     | Durée | Notes |
| -- | --------- | --------------------- | ---------------------- | ---------------- | -------------------------- | --- | --- |
| 1  |           |                       | Vladimir Ilitch Lénine | 8 novembre 1917  | 21 janvier 1924            | 6 ans, 2 mois et 13 jours | En 1917, après l'effondrement du tsarisme, les bolcheviks s'emparent du pouvoir en Russie lors de la révolution d'Octobre. La prise du pouvoir par Lénine donne naissance à la Russie soviétique, premier régime communiste de l'histoire, autour de laquelle se constitue ensuite l'Union des républiques socialistes soviétiques (URSS). Lénine et les bolcheviks parviennent à assurer la survie de leur régime, malgré leur isolement international et un contexte de guerre civile. Ayant pour ambition d'étendre la révolution au reste du monde, Lénine fonde en 1919 l'Internationale communiste : il provoque à l'échelle mondiale une scission de la famille politique socialiste et la naissance en tant que courant distinct du mouvement communiste, ce qui contribue à faire de lui l'un des personnages les plus importants de l'histoire contemporaine. Il instaure également le parti unique en URSS. |
| 2  |           | Joseph Staline        | 21 janvier 1924        | 5 mars 1953      | 29 ans, 1 mois et 12 jours | En mars 1923, Lénine est définitivement écarté du jeu politique par la maladie ; il meurt en début d'année suivante. Deux successeurs se présentent : Joseph Staline et Léon Trotski. Lénine ne voulait pas que le premier gouverne et préférait Trotsky, mais Staline sort finalement vainqueur de cette rivalité. Staline dirige l'Union des républiques socialistes soviétiques (URSS) à partir de la fin des années 1920 jusqu'à sa mort en établissant un régime de dictature personnelle absolue. S'appuyant sur la bureaucratisation croissante du régime et la toute-puissance de l’appareil policier, la Guépéou puis le NKVD, il impose progressivement un pouvoir personnel absolu et transforme l'URSS en un État totalitaire. Le culte de la personnalité construit autour de sa personne, le secret systématiquement entretenu autour de ses faits et gestes, le travestissement de la réalité par le recours incessant à la propagande, la falsification du passé, la dénonciation délirante de complots, de saboteurs et de traîtres, l’organisation de procès truqués, la liquidation physique d’adversaires politiques ou de personnalités tombées en disgrâce sont des caractéristiques permanentes de son régime. | |
| 3  |           | Nikita Khrouchtchev   | 7 septembre 1953       | 14 octobre 1964  | 11 ans, 1 mois et 7 jours  | Khrouchtchev dirigea l'URSS durant une partie de la guerre froide. Il fut premier secrétaire du Parti communiste de l'Union soviétique et président du conseil des ministres de 1953 à 1964. Il joua un rôle important dans le processus de déstalinisation, dans le développement du programme spatial soviétique et dans la mise en place de réformes relativement « libérales » en politique intérieure. Sa santé déclinant, les autres dirigeants du parti s'arrangèrent pour l'écarter du pouvoir en 1964 et il fut remplacé par Léonid Brejnev à la tête de l'URSS. | |
| 4  |           | Léonid Brejnev        | 14 octobre 1964        | 10 novembre 1982 | 18 ans et 27 jours         | Pendant les années Khrouchtchev, Brejnev avait approuvé la dénonciation de la dictature de Staline, la réhabilitation des victimes des purges et la libéralisation limitée de la vie politique et intellectuelle soviétique. Mais dès qu'il prend le pouvoir, le processus est interrompu ; sans retour aux méthodes terroristes de gouvernement, on peut cependant assister à une réhabilitation insidieuse de Staline, et à l'étouffement progressif de la liberté de ton des intellectuels. Dans un discours en mai 1965 commémorant le vingtième anniversaire de la défaite de l'Allemagne, Brejnev mentionne Staline d'une manière positive pour la première fois. Le 8 avril 1966, il prend le titre de Secrétaire général du PCUS, que Khrouchtchev avait remplacé par celui de Premier Secrétaire. Son autorité, d'abord partagée, s'affirma progressivement à la tête du Parti et de l'État, atteignant son apogée durant les années 1970, avant que la vieillesse et la maladie ne limitent progressivement son rôle politique. | |
| 5  |           | Iouri Andropov        | 10 novembre 1982       | 9 février 1984   | 1 an, 2 mois et 30 jours   | À la mort de Léonid Brejnev, Andropov fut nommé secrétaire général du Parti communiste et présida, de fait, aux destinées de l'URSS du 12 novembre 1982 à sa mort des suites de maladie, quinze mois plus tard. La brièveté de son action et le conservatisme de son successeur, Konstantin Tchernenko, empêchèrent toute réforme en profondeur de l'URSS, malgré quelques résultats probants. Même si son bilan est controversé et s’il ne fut pas le seul dirigeant soviétique à vouloir réformer son pays, l'historiographie récente tend à considérer Andropov comme l'un des pères fondateurs de la glasnost et de la perestroïka. | |
| 6  |           | Konstantin Tchernenko | 9 février 1984         | 10 mars 1985     | 1 an, 1 mois et 1 jour     | Après le décès d'Andropov, Tchernenko est le principal dirigeant de l'URSS de 1984 à sa mort en 1985, fonction qu'il cumula avec la présidence du Præsidium du Soviet suprême (fonction honorifique de chef de l’État). Après la parenthèse « réformatrice » de son prédécesseur Iouri Andropov, Tchernenko représente un retour au communisme orthodoxe des années Brejnev. | |
| 7  |           | Mikhaïl Gorbatchev    | 10 mars 1985           | 25 décembre 1991 | 6 ans, 9 mois et 15 jours  | Résolument réformateur, Gorbatchev s'engagea à l'extérieur vers la fin de la guerre froide, et lança à l'intérieur la libéralisation économique, culturelle et politique connue sous les noms de perestroïka et de glasnost. Accédant au poste de Secrétaire général du Parti communiste de l’Union soviétique le 11 mars 1985, Gorbatchev tente d’insuffler une nouvelle jeunesse à l’économie de l’URSS. Il s’efforce de sauver le système par des réformes structurelles très profondes par rapport aux principes léninistes classiques. Impuissant à maîtriser les évolutions qu'il avait lui-même enclenchées, sa démission marqua le point final de la dislocation de l'URSS, précédée de deux ans par l'effondrement des régimes communistes en Europe de l'Est. | |

### Samoa
| N° | Titulaire | Titulaire              | Titulaire              | Mandat           | Mandat                     | Durée | Notes |
| -- | --------- | ---------------------- | ---------------------- | ---------------- | -------------------------- | --- | --- |
| 1  |           |                        | Tupua Tamasese Mea'ole | 1er janvier 1962 | 5 avril 1963               | 1 an, 3 mois et 4 jours | Lors de l'indépendance des Samoa le 1er janvier 1962, Tupua Tamasese Mea'ole devient co-chef de l'État à vie. Il décède prématurément en 1963, Malietoa Tanumafili II, lui succédant comme unique chef d'État. Les Samoa sont une démocratie parlementaire, et le rôle du chef de l'État se cantonne à des fonctions cérémonielles. |
| 2  |           | Malietoa Tanumafili II | 1er janvier 1962       | 11 mai 2007      | 45 ans, 4 mois et 10 jours | En 1962 à l'indépendance des Samoa, Malietoa Tanumafili II devient chef de l'État à vie, partageant cette fonction avec Tupua Tamasese Mea'ole qui décède en 1963. Le 11 mai 2007, à sa mort, Tupua Tamasese Tufuga Efi est élu chef de l'État mais contrairement à ses prédécesseurs, il est élu pour un mandat de cinq ans, et non à vie. | |

### Tunisie
| N° | Titulaire | Titulaire | Titulaire       | Mandat       | Mandat          | Durée                      | Notes |
| -- | --------- | --------- | --------------- | ------------ | --------------- | -------------------------- | --- |
| 1  |           |           | Habib Bourguiba | 18 mars 1975 | 7 novembre 1987 | 12 ans, 7 mois et 20 jours | Au pouvoir, Bourguiba met en place un culte de la personnalité autour de sa personne — il porte alors le titre de « Combattant suprême » — et l'instauration d'un régime de parti unique pendant une vingtaine d'années. La fin de sa présidence, marquée par sa santé déclinante, la montée du clientélisme et de l'islamisme, se conclut par sa destitution, le 7 novembre 1987, à l'initiative de son Premier ministre Zine el-Abidine Ben Ali. Installé après sa destitution dans une résidence à Monastir, il meurt le 6 avril 2000 et repose dans le mausolée qu'il s'était fait construire. |

### Turkménistan
| N° | Titulaire | Titulaire | Titulaire          | Mandat           | Mandat           | Durée                      | Notes |
| -- | --------- | --------- | ------------------ | ---------------- | ---------------- | -------------------------- | --- |
| 1  |           |           | Saparmyrat Nyýazow | 28 décembre 1999 | 21 décembre 2006 | 6 ans, 11 mois et 23 jours | Considéré comme étant l'un des dictateurs les plus autoritaires du monde (il cumulait les postes de chef de l'État, de chef du gouvernement, de commandant suprême de l'armée et de président du Parti démocratique du Turkménistan, le seul parti autorisé), Saparmyrat Nyýazow avait également l'habitude d'imposer à son pays ses excentricités personnelles. |

### Yougoslavie
| N° | Titulaire | Titulaire | Titulaire       | Mandat          | Mandat     | Durée                      | Notes |
| -- | --------- | --------- | --------------- | --------------- | ---------- | -------------------------- | --- |
| 1  |           |           | Josip Broz Tito | 14 janvier 1953 | 4 mai 1980 | 27 ans, 3 mois et 20 jours | S'étant assuré le monopole du pouvoir dès 1945, Josip Broz Tito fonda après-guerre le régime communiste yougoslave, dont il resta le principal dirigeant jusqu'à sa mort en 1980, avec les titres officiels de président du Conseil exécutif (chef du gouvernement), puis de président de la République (président à vie à partir de 1974). Il était également « maréchal de Yougoslavie » (du 29 novembre 1943 à sa mort, en 1980), le grade le plus élevé de l'armée de ce pays, dont il fut le seul titulaire. En tant que chef de gouvernement puis chef d'État, Tito utilisait de manière officielle le nom de Josip Broz Tito (parfois orthographié Josip Broz-Tito), en accolant son nom de guerre à son nom de naissance. La dictature se caractérise par l'absence de pluralisme politique et d'alternance au pouvoir : comme seul le Parti communiste est autorisé et que Tito en est le chef, il gouverne sans interruption de 1945 à sa mort en 1980, à 87 ans. Dix ans après sa mort, la Yougoslavie voit renaître de manière sanglante des tensions inter-ethniques entre ses peuples, dans un pays créé par les traités de l'après-Première Guerre mondiale. |

### Zaïre
| N° | Titulaire | Titulaire | Titulaire        | Mandat           | Mandat      | Durée                      | Notes |
| -- | --------- | --------- | ---------------- | ---------------- | ----------- | -------------------------- | --- |
| 1  |           |           | Mobutu Sese Seko | 24 novembre 1965 | 16 mai 1997 | 31 ans, 5 mois et 22 jours | Mobutu Sese Seko, gouverna la République démocratique du Congo en tant que dictateur de 1965 à 1997. Durant son règne, le Congo-Kinshasa fut rebaptisé Zaïre. Depuis 1965, Mobutu a dominé la vie politique du Zaïre, restructurant l'État à diverses occasions, et se donnant le titre de « Père de la Nation ». De 1965 à 1967, l'État de Mobutu s'attache à renforcer sa légitimité en démantelant graduellement les institutions de la première république et en même temps en accroissant la centralisation du contrôle du pouvoir autour du président. Bien que le parlement continuât à se réunir occasionnellement, ses prérogatives furent sensiblement réduites, les décisions exécutives étant généralement dorénavant prises par ordonnances-lois présidentielles. Tous les partis politiques furent dissous et les activités politiques interdites, Mobutu ayant promis que « pendant 5 années, il n'y aurait pas d'activité des partis politiques ». La milice Tutsi fut rapidement rejointe par divers groupes d'opposition, et soutenue par plusieurs pays, dont notoirement le Rwanda et l'Ouganda. Cette coalition, dirigée par Laurent-Désiré Kabila, prit le nom d'Alliance des forces démocratiques pour la libération du Congo (AFDL). L'AFDL, dont l'ambition affichée désormais était la prise du pouvoir du pays, prit rapidement la direction de l'ouest, rencontrant peu de résistance, les premiers succès étant acquis début 1997. Des négociations intervinrent en mai 1997 entre Kabila et Mobutu, sous l'égide de Nelson Mandela, qui ne permirent pas à Mobutu de se maintenir au pouvoir. L'AFDL entra à Kinshasa le 17 mai. Kabila s'autoproclama président de la République, transforma l'AFDL de force militaire en organe de gestion du pouvoir et rendit au pays son nom de « république démocratique du Congo. » |

## Longévité
Classement par longévité : 
1. Kim Il-sung (45 ans, 9 mois et 29 jours) ;
2. Malietoa Tanumafili II (45 ans, 4 mois et 10 jours) ;
3. Mouammar Kadhafi (41 ans, 11 mois et 22 jours) ;
4. Francisco Franco (39 ans, 1 mois et 19 jours) ;
5. Porfirio Díaz (34 ans, 5 mois et 27 jours) ;
6. Alfredo Stroessner (34 ans, 5 mois et 19 jours) ;
7. Mobutu Sese Seko (31 ans, 5 mois et 22 jours) ;
8. Soeharto (31 ans et 2 mois) ;
9. Rafael Trujillo (30 ans, 9 mois et 14 jours) ;
10. Joseph Staline (29 ans, 1 mois et 12 jours).